# Carex hirtissima
Carex hirtissima là một loài thực vật có hoa trong họ Cói. Loài này được W.Boott mô tả khoa học đầu tiên năm 1880.